# فرودگاه مانیواکی
فرودگاه مانیواکی (به انگلیسی: Maniwaki Airport) یک فرودگاه همگانی است که یک باند فرود آسفالت دارد و طول باند آن ۱۵۰۰ متر است. این فرودگاه در کشور کانادا قرار دارد و در ارتفاع ۲۰۱ متری از سطح دریا واقع شده‌است.